# Nati nel 1992/Febbraio
| Questa pagina contiene informazioni ricavate automaticamente dalle voci biografiche con l'ausilio del template Bio e di un bot. L'aggiornamento è periodico e automatico e ricostruisce completamente la pagina. Se manca una persona in questa lista, sei pregato di non aggiungerla, ma accertati piuttosto che la sua voce biografica contenga il template Bio e che i dati anagrafici siano correttamente compilati. Se il template Bio manca, inseriscilo tu stesso o, in alternativa, metti l'avviso {{tmp\|Bio}} che ne segnala la mancanza. Se i dati riportati sono sbagliati, correggi direttamente la voce biografica; le modifiche saranno visibili in questa lista entro pochi giorni. Per chiarimenti vedi il progetto biografie. La lista contiene solo le 568 persone che sono citate nell'enciclopedia e per le quali è stato implementato correttamente il template Bio. Pagina aggiornata al 18 ago 2025. |

- 1º febbraio - Ali Ghazal, allenatore di calcio e ex calciatore egiziano
- 1º febbraio - Yungen, rapper britannico
- 1º febbraio - Michael Burton, giocatore di football americano statunitense
- 1º febbraio - Stefan Bötticher, pistard tedesco
- 1º febbraio - Kamil Çörekçi, calciatore turco
- 1º febbraio - Lewis Horner, ex calciatore inglese
- 1º febbraio - Niklas Köck, ex sciatore alpino austriaco
- 1º febbraio - Petar Lambić, cestista serbo
- 1º febbraio - Diego Mayora, calciatore peruviano
- 1º febbraio - Leandro Reymúndez, ex calciatore uruguaiano
- 1º febbraio - Herolind Shala, calciatore norvegese
- 1º febbraio - Patric Young, ex cestista statunitense
- 2 febbraio - Abdullah Al-Sudairy, calciatore saudita
- 2 febbraio - Unai Bustinza, calciatore spagnolo
- 2 febbraio - Amelia Eve, attrice britannica
- 2 febbraio - Ksenija Fadeeva, politica russa
- 2 febbraio - Tobias Figueroa, calciatore argentino
- 2 febbraio - Darnell Harris, ex cestista statunitense
- 2 febbraio - Christ Mbondi, calciatore camerunese
- 2 febbraio - Pierre-Yves Ngawa, calciatore belga
- 2 febbraio - Luis Fernando Quintana, calciatore messicano
- 2 febbraio - Shanieka Ricketts, triplista giamaicana
- 2 febbraio - Joonas Tamm, calciatore estone
- 2 febbraio - Even Tjiviju, velocista namibiano
- 2 febbraio - Jacques Wanemut, calciatore vanuatuano
- 3 febbraio - Alexis Canelo, calciatore argentino
- 3 febbraio - Tom Evans, ultramaratoneta e fondista di corsa in montagna inglese
- 3 febbraio - Yannick Arthur Gomis, calciatore senegalese
- 3 febbraio - Il'ya Kalïnïn, calciatore kazako
- 3 febbraio - Sergio Marcos, calciatore spagnolo
- 3 febbraio - Laurin Mincy, ex cestista statunitense
- 3 febbraio - Santa Okockytė, cestista lituana
- 3 febbraio - Pyo Ye-jin, attrice sudcoreana
- 3 febbraio - Roberto Quiroz, tennista ecuadoriano
- 3 febbraio - Gustav Sandberg Magnusson, ex calciatore svedese
- 3 febbraio - Daniel Schmidt, calciatore giapponese
- 3 febbraio - Kpah Sherman, calciatore liberiano
- 3 febbraio - Gurpreet Singh Sandhu, calciatore indiano
- 3 febbraio - Chloe Sutton, nuotatrice statunitense
- 3 febbraio - Jared Watts, ex calciatore statunitense
- 3 febbraio - James White, ex giocatore di football americano statunitense
- 3 febbraio - Daniyar İsmayilov, sollevatore turkmeno
- 3 febbraio - Shōhei Ōno, judoka giapponese
- 4 febbraio - Gaylor Curier, cestista francese
- 4 febbraio - Erik Daniel, calciatore ceco
- 4 febbraio - Saulo Decarli, calciatore svizzero
- 4 febbraio - Tadeu Ferreira, calciatore brasiliano
- 4 febbraio - Navarone Foor, calciatore olandese
- 4 febbraio - Emily Hartong, pallavolista statunitense
- 4 febbraio - Timothy Hepp, giocatore di curling statunitense
- 4 febbraio - Zurabi Iakobishvili, lottatore georgiano
- 4 febbraio - Riki, cantautore italiano
- 4 febbraio - Sofie Oyen, ex tennista belga
- 4 febbraio - Nikola Perić, calciatore serbo
- 4 febbraio - Florian Pinteaux, ex calciatore francese
- 4 febbraio - Hugo Silva, calciatore argentino
- 4 febbraio - Derron Smith, ex giocatore di football americano statunitense
- 4 febbraio - Rainette Uiato, pallavolista statunitense
- 4 febbraio - Jordan White, calciatore scozzese
- 4 febbraio - Radoš Šešlija, cestista serbo
- 5 febbraio - Nimir Abdel-Aziz, pallavolista olandese
- 5 febbraio - Awet Gebremedhin, ex ciclista su strada eritreo
- 5 febbraio - Caner Cavlan, calciatore olandese
- 5 febbraio - Victor Chou, ex calciatore spagnolo
- 5 febbraio - Aliu Djaló, ex calciatore portoghese
- 5 febbraio - Mario Lambrughi, ostacolista e velocista italiano
- 5 febbraio - Lee Dae-hoon, taekwondoka sudcoreano
- 5 febbraio - Patrick Mullins, ex calciatore statunitense
- 5 febbraio - Dardan Mustafa, calciatore svedese
- 5 febbraio - Salah Nemer, calciatore sudanese
- 5 febbraio - Neymar, calciatore brasiliano
- 5 febbraio - Leonardo Pazzagli, attore italiano
- 5 febbraio - Eduardo Pérez Martínez, attore colombiano
- 5 febbraio - Elmira Syzdykova, lottatrice kazaka
- 5 febbraio - Kejsi Tola, cantante albanese
- 5 febbraio - Carina Vogt, saltatrice con gli sci tedesca
- 5 febbraio - Stefan de Vrij, calciatore olandese
- 5 febbraio - Robert Žulj, calciatore austriaco
- 6 febbraio - Travis Coons, giocatore di football americano statunitense
- 6 febbraio - Dai Jun, nuotatore cinese
- 6 febbraio - Dodô, calciatore brasiliano
- 6 febbraio - Theodōra Drakou, nuotatrice greca
- 6 febbraio - Dylan Efron, attore statunitense
- 6 febbraio - Nora Fatehi, attrice e ballerina canadese
- 6 febbraio - Bogdan Gavrilă, calciatore rumeno
- 6 febbraio - Michalīs Giannitsīs, calciatore greco
- 6 febbraio - Solomon K'virk'velia, calciatore georgiano
- 6 febbraio - Eva Lubbers, velocista olandese
- 6 febbraio - Jorge López, pallavolista portoricano
- 6 febbraio - Maurício Antônio, calciatore brasiliano
- 6 febbraio - Víctor Mañón, calciatore messicano
- 6 febbraio - Wellington Nem, calciatore brasiliano
- 6 febbraio - Mahatma Otoo, ex calciatore ghanese
- 6 febbraio - Diego Polenta, ex calciatore uruguaiano
- 6 febbraio - Brandon Shell, giocatore di football americano statunitense
- 6 febbraio - Marco Tizza, ciclista su strada italiano
- 6 febbraio - Angélique Trinquier, ex nuotatrice monegasca
- 6 febbraio - Oleg Šalaev, calciatore russo
- 7 febbraio - Matteo Achilli, imprenditore italiano
- 7 febbraio - Jose Baxter, ex calciatore inglese
- 7 febbraio - Engin Bekdemir, calciatore belga
- 7 febbraio - Ahmad Benali, calciatore libico
- 7 febbraio - Vladica Brdarovski, calciatore macedone
- 7 febbraio - Ana Beatriz Corrêa, pallavolista brasiliana
- 7 febbraio - Jain, cantautrice francese
- 7 febbraio - Fabio Mian, cestista italiano
- 7 febbraio - Sven Müller, pilota automobilistico tedesco
- 7 febbraio - Sergi Roberto, calciatore spagnolo
- 7 febbraio - Nicole Rolser, dirigente sportivo e ex calciatrice tedesca
- 7 febbraio - Thomas Rortais, attore francese
- 7 febbraio - Marco Sangalli, calciatore spagnolo
- 7 febbraio - Irina Šaripova, modella russa
- 7 febbraio - Clemens Schattschneider, ex snowboarder austriaco
- 7 febbraio - Ksenija Stolbova, pattinatrice artistica su ghiaccio russa
- 7 febbraio - Eleonora Strobbe, arciera italiana
- 7 febbraio - Michael Valgren, ciclista su strada danese
- 7 febbraio - Kylie Verzosa, attrice e modella filippina
- 7 febbraio - Cynthia Vescan, lottatrice francese
- 7 febbraio - Maimi Yajima, cantante e attrice giapponese
- 8 febbraio - Eunice Beckmann, calciatrice tedesca
- 8 febbraio - Ander Capa, calciatore spagnolo
- 8 febbraio - Adrià Carmona, ex calciatore spagnolo
- 8 febbraio - Ella Clark, ex cestista britannica
- 8 febbraio - Kevin Dawson, calciatore uruguaiano
- 8 febbraio - Samanta Fabris, pallavolista croata
- 8 febbraio - Márton Fucsovics, tennista ungherese
- 8 febbraio - Juan'ya Green, ex cestista statunitense
- 8 febbraio - Arnolds Helmanis, cestista lettone
- 8 febbraio - Joe Jackson, ex cestista statunitense
- 8 febbraio - Branislav Janković, calciatore montenegrino
- 8 febbraio - Carl Jenkinson, calciatore finlandese
- 8 febbraio - Adrián Leites, calciatore uruguaiano
- 8 febbraio - Bruno Martins Indi, calciatore portoghese
- 8 febbraio - Misaki Matsutomo, giocatrice di badminton giapponese
- 8 febbraio - Brandon McNally, hockeista su ghiaccio e dirigente sportivo statunitense
- 8 febbraio - Maarten Meiners, ex sciatore alpino olandese
- 8 febbraio - Vladimir Obuchov, calciatore russo
- 8 febbraio - Lindsay Rose, calciatore francese
- 8 febbraio - Alonzo Russell, velocista bahamense
- 8 febbraio - Idriss Saadi, calciatore francese
- 8 febbraio - Tatsuya Uchida, calciatore giapponese
- 8 febbraio - Karle Warren, attrice statunitense
- 9 febbraio - Feduk, rapper russo
- 9 febbraio - Tasos Antōnakīs, cestista greco
- 9 febbraio - Michael Heinloth, ex calciatore tedesco
- 9 febbraio - Alina Jahupova, cestista ucraina
- 9 febbraio - Avan Jogia, attore, regista e musicista canadese
- 9 febbraio - Marcus Lopez, calciatore statunitense
- 9 febbraio - Ralph Kottoy, calciatore centrafricano
- 9 febbraio - Samson Mbingui, calciatore gabonese
- 9 febbraio - Takaaki Nakagami, pilota motociclistico giapponese
- 9 febbraio - Stef Peeters, calciatore belga
- 9 febbraio - Ruben Riccioli, ex rugbista a 15 italiano
- 9 febbraio - Ngân Văn Đại, calciatore vietnamita
- 10 febbraio - Amir Agayev, calciatore israeliano
- 10 febbraio - Sandjar Ahmadi, ex calciatore afghano
- 10 febbraio - Thomas Ayeko, maratoneta e mezzofondista ugandese
- 10 febbraio - Inrick Baal, calciatore francese
- 10 febbraio - Cristian Battocchio, calciatore argentino
- 10 febbraio - Debora Carangelo, cestista italiana
- 10 febbraio - Jacopo Dezi, calciatore italiano
- 10 febbraio - Annika Dries, pallanuotista statunitense
- 10 febbraio - Jon Feliciano, giocatore di football americano statunitense
- 10 febbraio - Pauline Ferrand-Prévot, ciclista su strada, mountain biker e ciclocrossista francese
- 10 febbraio - Karen Fukuhara, attrice statunitense
- 10 febbraio - Cecilia Hall, pallavolista svedese
- 10 febbraio - Cory Hill, rugbista a 15 britannico
- 10 febbraio - Joeri de Kamps, calciatore olandese
- 10 febbraio - Clement Kemboi, siepista keniano († 2024)
- 10 febbraio - Steven Kitshoff, rugbista a 15 sudafricano
- 10 febbraio - Lenchu Kunzang, tiratrice a segno bhutanese
- 10 febbraio - Nicole Luis, attrice e modella argentina
- 10 febbraio - Kévin Mayer, multiplista francese
- 10 febbraio - Misha B, cantante e rapper britannica
- 10 febbraio - Anna Plichta, ex ciclista su strada polacca
- 10 febbraio - Nils Röseler, calciatore tedesco
- 10 febbraio - Lydia Thompson, rugbista a 15 inglese
- 10 febbraio - Reinhold Yabo, ex calciatore tedesco
- 10 febbraio - Vikas Krishan Yadav, pugile indiano
- 10 febbraio - Andrevaldo de Jesus Santos, calciatore brasiliano
- 10 febbraio - Chiho Ōsawa, ex hockeista su ghiaccio giapponese
- 11 febbraio - Yannick Aguemon, calciatore beninese
- 11 febbraio - Christopher Avevor, calciatore tedesco
- 11 febbraio - Rubén Belima, ex calciatore spagnolo
- 11 febbraio - Wayne Blackshear, cestista statunitense
- 11 febbraio - Kabaso Chongo, calciatore zambiano
- 11 febbraio - Cheick Diarra, calciatore maliano
- 11 febbraio - Filippo Falco, calciatore italiano
- 11 febbraio - Georgia Groome, attrice britannica
- 11 febbraio - He Chao, tuffatore cinese
- 11 febbraio - Giorgi Kimadze, calciatore georgiano
- 11 febbraio - Louis Labeyrie, cestista francese
- 11 febbraio - Taylor Lautner, attore statunitense
- 11 febbraio - Lasse Norman Leth, pistard e ciclista su strada danese
- 11 febbraio - Jake Matthews, giocatore di football americano statunitense
- 11 febbraio - Ricardo Morris, calciatore giamaicano
- 11 febbraio - Harry Novillo, calciatore francese
- 11 febbraio - Priska Nufer, sciatrice alpina svizzera
- 11 febbraio - Juanto Ortuño, calciatore spagnolo
- 11 febbraio - Elena Maria Petrini, triatleta italiana
- 11 febbraio - Rafael Freire Luz, cestista brasiliano
- 11 febbraio - Oscar Ribera, calciatore boliviano
- 11 febbraio - Chris Smith, giocatore di football americano statunitense († 2023)
- 11 febbraio - Thomas Turgoose, attore britannico
- 11 febbraio - Andrej Vasil'ev, calciatore russo
- 12 febbraio - Ezgjan Alioski, calciatore macedone
- 12 febbraio - Furkan Asena Aydın, taekwondoka turca
- 12 febbraio - Edgar Badia, calciatore spagnolo
- 12 febbraio - Darko Brašanac, calciatore serbo
- 12 febbraio - Nadir Çiftçi, calciatore turco
- 12 febbraio - Sebastián Corso, giocatore di calcio a 5 argentino
- 12 febbraio - Valentin Debise, pilota motociclistico francese
- 12 febbraio - Mosinet Geremew, maratoneta e mezzofondista etiope
- 12 febbraio - Tobias Haitz, ex calciatore tedesco
- 12 febbraio - Jonathan Hay, ex mezzofondista e ex maratoneta britannico
- 12 febbraio - James Jeggo, calciatore australiano
- 12 febbraio - Soyou, cantante sudcoreana
- 12 febbraio - Magda Linette, tennista polacca
- 12 febbraio - Tornik'e Okriashvili, calciatore georgiano
- 12 febbraio - Aaron Osborne, giocatore di football americano statunitense
- 12 febbraio - Vincenzo Pace, pallamanista italiano
- 12 febbraio - Dominik Picak, calciatore croato
- 12 febbraio - Ernesto Revé, triplista cubano
- 12 febbraio - Stefan Ristovski, calciatore macedone
- 12 febbraio - Giuseppe Romele, atleta paralimpico italiano
- 12 febbraio - Arnaud Souquet, calciatore francese
- 12 febbraio - Darwin Thompson, giocatore di football americano statunitense
- 12 febbraio - Angelo Warner, cestista statunitense
- 13 febbraio - McKenzie Adams, pallavolista statunitense
- 13 febbraio - Keith Appling, ex cestista statunitense
- 13 febbraio - Yuval Ashkenazi, calciatore israeliano
- 13 febbraio - Bülent Cevahir, calciatore turco
- 13 febbraio - Jimmy De Jonghe, calciatore belga
- 13 febbraio - Banou Diawara, calciatore burkinabé
- 13 febbraio - Cheyenne Dunkley, calciatore inglese
- 13 febbraio - Nicholas Fitzgerald, calciatore australiano
- 13 febbraio - Filip Ivanović, calciatore serbo
- 13 febbraio - Nikola Jovović, pallavolista serbo
- 13 febbraio - Marharyta Makhneva, canoista bielorussa
- 13 febbraio - Adrián Nahuel Martínez, calciatore argentino
- 13 febbraio - Pavel Pilík, calciatore ceco
- 13 febbraio - Daniel Portman, attore britannico
- 13 febbraio - Rim Chang-woo, calciatore sudcoreano
- 13 febbraio - Tino-Sven Sušić, calciatore bosniaco
- 13 febbraio - Giōrgos Valerianos, calciatore greco
- 13 febbraio - Dorina Zele, cestista ungherese
- 14 febbraio - Kenny Anderson, ex calciatore scozzese
- 14 febbraio - Özge Bayrak, giocatrice di badminton turca
- 14 febbraio - Andrea Blas, pallanuotista spagnola
- 14 febbraio - Pink Sweats, cantautore e produttore discografico statunitense
- 14 febbraio - Fernanda Brito, tennista cilena
- 14 febbraio - David Bruno, calciatore portoghese
- 14 febbraio - Alberto Contrera, calciatore paraguaiano
- 14 febbraio - Elley Duhé, cantautrice statunitense
- 14 febbraio - Christian Eriksen, calciatore danese
- 14 febbraio - Elisa Galbiati, calciatrice italiana
- 14 febbraio - Gul'naz Gubajdullina, pentatleta russa
- 14 febbraio - Hilmar Árni Halldórsson, ex calciatore islandese
- 14 febbraio - Freddie Highmore, attore britannico
- 14 febbraio - Valerij Iordan, giavellottista russo
- 14 febbraio - Hugo Konongo, ex calciatore francese
- 14 febbraio - Ricardo Lucarelli, pallavolista brasiliano
- 14 febbraio - Iheb Mbarki, ex calciatore tunisino
- 14 febbraio - Petr Mrázek, hockeista su ghiaccio ceco
- 14 febbraio - Agonit Sallaj, ex calciatore albanese
- 14 febbraio - Alphonce Simbu, maratoneta tanzaniano
- 14 febbraio - Valentinos Vlachos, calciatore greco
- 15 febbraio - Dorina Böczögő, ginnasta ungherese
- 15 febbraio - Annaïg Butel, calciatrice francese
- 15 febbraio - Jean Carlos Vicente, calciatore brasiliano
- 15 febbraio - Yohan Croizet, calciatore francese
- 15 febbraio - Alessandro De Vitis, calciatore italiano
- 15 febbraio - Luka Igrutinović, cestista serbo
- 15 febbraio - Peter Kretschmer, canoista tedesco
- 15 febbraio - Nicolas Le Goff, pallavolista francese
- 15 febbraio - Luca Margaroli, tennista svizzero
- 15 febbraio - Leandro Mercado, pilota motociclistico argentino
- 15 febbraio - Stefan Nutz, ex calciatore austriaco
- 15 febbraio - Matteo Tosetti, calciatore svizzero
- 15 febbraio - Terron Ward, ex giocatore di football americano statunitense
- 16 febbraio - Andrij Bacula, calciatore ucraino
- 16 febbraio - Nicolai Boilesen, calciatore danese
- 16 febbraio - Steffani Brass, attrice statunitense
- 16 febbraio - Johannes Brink, pallavolista statunitense
- 16 febbraio - Pietro Ceccarelli, rugbista a 15 italiano
- 16 febbraio - Nestor Colonia, sollevatore filippino
- 16 febbraio - Biel Company, ex calciatore spagnolo
- 16 febbraio - Behnam Ehsanpour, lottatore iraniano
- 16 febbraio - Marquis Flowers, ex giocatore di football americano statunitense
- 16 febbraio - Kyle Fuller, giocatore di football americano statunitense
- 16 febbraio - Sabrina Hering, canoista tedesca
- 16 febbraio - Andrew Jean-Baptiste, calciatore statunitense
- 16 febbraio - Mattias Johansson, calciatore svedese
- 16 febbraio - Marcus Lewis, cestista statunitense
- 16 febbraio - Jiří Mareš, calciatore ceco
- 16 febbraio - Karl Niamamoukoko, ex cestista della Repubblica del Congo
- 16 febbraio - Hanna Nilsson, ciclista su strada svedese
- 16 febbraio - Peter van Ooijen, calciatore olandese
- 16 febbraio - Simen Rafn, calciatore norvegese
- 16 febbraio - André Ramalho, calciatore brasiliano
- 16 febbraio - Julia Roddar, calciatrice svedese
- 16 febbraio - Sophia Sergio, modella italiana
- 16 febbraio - Aleksandar Stevanović, ex calciatore tedesco
- 16 febbraio - Jimmy Tatro, attore, comico e youtuber statunitense
- 16 febbraio - Sarah Thonig, attrice e ballerina tedesca
- 16 febbraio - Ekaterina Voronina, multiplista uzbeka
- 17 febbraio - Obaida Al-Samarneh, calciatore giordano
- 17 febbraio - Francesco Ardizzone, calciatore italiano
- 17 febbraio - Liam Bertazzo, ex pistard e ciclista su strada italiano
- 17 febbraio - Jacopo Bonanni, doppiatore italiano
- 17 febbraio - Nenê Bonilha, calciatore brasiliano
- 17 febbraio - Victor Braga, calciatore brasiliano
- 17 febbraio - Bryan Colón, cestista dominicano
- 17 febbraio - Glenn Cosey, cestista statunitense
- 17 febbraio - Fahrudin Ǵurǵeviḱ, calciatore macedone
- 17 febbraio - Louise Espersen, cantante danese
- 17 febbraio - Carlos Roberto Fernández Martínez, calciatore honduregno
- 17 febbraio - Andrei Girotto, calciatore brasiliano
- 17 febbraio - Monika Grigalauskytė, cestista lituana
- 17 febbraio - Marika Hackman, cantautrice e polistrumentista britannica
- 17 febbraio - Motaz Hawsawi, calciatore saudita
- 17 febbraio - Nicholas Kipchirchir, mezzofondista keniota
- 17 febbraio - Igor' Kireev, calciatore russo
- 17 febbraio - Zane Knowles, cestista bahamense
- 17 febbraio - Molly Kreklow, ex pallavolista e allenatrice di pallavolo statunitense
- 17 febbraio - Jake Kumerow, giocatore di football americano statunitense
- 17 febbraio - Wander Luiz, calciatore brasiliano
- 17 febbraio - Meaghan Martin, attrice, cantante e doppiatrice statunitense
- 17 febbraio - Leroy Mathiot, calciatore seychellese
- 17 febbraio - Matías Orihuela, calciatore argentino
- 17 febbraio - A.J. Pacher, cestista statunitense
- 17 febbraio - Denis Prychynenko, calciatore tedesco
- 17 febbraio - Nicat Qurbanov, ex calciatore azero
- 17 febbraio - Edu Ramos, calciatore spagnolo
- 17 febbraio - Stephanie Salas, pallavolista portoricana
- 18 febbraio - Amirah Adara, attrice pornografica ungherese
- 18 febbraio - Cansu Aydınoğulları, pallavolista turca
- 18 febbraio - Le'Veon Bell, giocatore di football americano statunitense
- 18 febbraio - Martin Breunig, cestista tedesco
- 18 febbraio - Juliana Canfield, attrice statunitense
- 18 febbraio - Bryan Dabo, calciatore francese
- 18 febbraio - Rory Donnelly, calciatore nordirlandese
- 18 febbraio - Ahmad Ibrahim, cestista libanese
- 18 febbraio - Slobodan Lalić, calciatore serbo
- 18 febbraio - Mahatma Gandhi Heberpio, ex calciatore brasiliano
- 18 febbraio - Djénhael Maingé, calciatore francese
- 18 febbraio - Patrick Malo, calciatore burkinabé
- 18 febbraio - Martin Marinčin, hockeista su ghiaccio slovacco
- 18 febbraio - Logan Miller, attore, cantante e chitarrista statunitense
- 18 febbraio - Kal Naismith, calciatore scozzese
- 18 febbraio - Daniel Offenbacher, calciatore austriaco
- 18 febbraio - Jaquiski Tartt, giocatore di football americano statunitense
- 18 febbraio - Jordan Taylor, giocatore di football americano statunitense
- 18 febbraio - Lisa Zecchin, pallavolista italiana
- 18 febbraio - Đorđe Šušnjar, calciatore serbo
- 19 febbraio - Martina Capelli, dirigente sportivo e ex calciatrice italiana
- 19 febbraio - Filippo Crepaldi, giocatore di baseball italiano
- 19 febbraio - Dominik Etlinger, lottatore croato
- 19 febbraio - Simon Falette, calciatore guineano
- 19 febbraio - Paulina Gaitán, attrice messicana
- 19 febbraio - James Malcolm Green, lottatore statunitense
- 19 febbraio - Sandro Silva, disc jockey e produttore discografico olandese
- 19 febbraio - Enriko Kehl, kickboxer e thaiboxer tedesco
- 19 febbraio - Maegan Kelly, calciatrice statunitense
- 19 febbraio - Kareem Martin, giocatore di football americano statunitense
- 19 febbraio - Victor Massaia, calciatore brasiliano
- 19 febbraio - Julian Michel, calciatore francese
- 19 febbraio - Georgi Milanov, calciatore bulgaro
- 19 febbraio - Ilija Milanov, calciatore bulgaro
- 19 febbraio - Cody Parkey, giocatore di football americano statunitense
- 19 febbraio - Kwadwo Poku, ex calciatore ghanese
- 20 febbraio - Nastassja Burnett, ex tennista e conduttrice televisiva italiana
- 20 febbraio - Alexandre Coeff, calciatore francese
- 20 febbraio - Lawson Craddock, ex ciclista su strada statunitense
- 20 febbraio - Thomas Drage, calciatore norvegese
- 20 febbraio - Constance Gay, attrice francese
- 20 febbraio - Jordan Hooper, cestista statunitense
- 20 febbraio - Giorgi Iluridze, ex calciatore georgiano
- 20 febbraio - Mateusz Kupczak, calciatore polacco
- 20 febbraio - Simon Laugsand, giocatore di calcio a 5 e calciatore norvegese
- 20 febbraio - Tricia Liston, ex cestista statunitense
- 20 febbraio - Giuseppe Micoli, giocatore di calcio a 5 italiano
- 20 febbraio - Philipp Neumann, ex cestista tedesco
- 20 febbraio - Ray Nicholson, attore statunitense
- 20 febbraio - Aaron Appindangoyé, calciatore gabonese
- 20 febbraio - Grégoire Puel, ex calciatore francese
- 20 febbraio - Nick Saracino, hockeista su ghiaccio statunitense
- 20 febbraio - Mikalaj Sihnevič, calciatore bielorusso
- 20 febbraio - Juary Soares, calciatore guineense
- 20 febbraio - Lindsey Sporrer, attrice statunitense
- 20 febbraio - Steven Séance, calciatore francese
- 20 febbraio - Kevin Thalien, cestista francese
- 20 febbraio - Fernando Viana, calciatore brasiliano
- 20 febbraio - Pauliina Vilponen, ex pallavolista finlandese
- 20 febbraio - Blaž Vrhovec, ex calciatore sloveno
- 20 febbraio - Lukas Weißhaidinger, discobolo e pesista austriaco
- 20 febbraio - Adi Yussuf, calciatore tanzaniano
- 21 febbraio - Sandro Aminashvili, lottatore georgiano
- 21 febbraio - Ilir Azemi, ex calciatore kosovaro
- 21 febbraio - Boris Barać, cestista croato
- 21 febbraio - Fabry Castro, calciatore colombiano
- 21 febbraio - Carlos Clerc, calciatore spagnolo
- 21 febbraio - Iain Henderson, rugbista a 15 britannico
- 21 febbraio - Philip Anthony Jones, ex calciatore inglese
- 21 febbraio - Denis Klinar, calciatore sloveno
- 21 febbraio - Louis Meintjes, ciclista su strada sudafricano
- 21 febbraio - Antonio Puertas, calciatore spagnolo
- 21 febbraio - Sianoa Smit-McPhee, attrice e cantante australiana
- 21 febbraio - Sebastián Villa Castañeda, tuffatore colombiano
- 21 febbraio - Andrew Young, fondista britannico
- 21 febbraio - Klemen Čebulj, pallavolista sloveno
- 22 febbraio - Bruno Arrabal, calciatore brasiliano
- 22 febbraio - Malcolm Brooks, ex cestista statunitense
- 22 febbraio - Natasha Cloud, cestista statunitense
- 22 febbraio - Eva Dedova, attrice kazaka
- 22 febbraio - Jamil Douglas, giocatore di football americano statunitense
- 22 febbraio - Thomas Ebner, calciatore austriaco
- 22 febbraio - Chisom Egbuchulam, calciatore nigeriano
- 22 febbraio - Li Shanshan, ginnasta cinese
- 22 febbraio - Alexander Merkel, calciatore kazako
- 22 febbraio - Naranbold Nyam-Osor, calciatore mongolo
- 22 febbraio - Jennifer Quesada, pallavolista portoricana
- 22 febbraio - Peter Russell, ex pallavolista statunitense
- 22 febbraio - Haris Seferović, calciatore svizzero
- 22 febbraio - Daniel Tublin, pallavolista statunitense
- 22 febbraio - Sophie Vercruyssen, bobbista belga
- 23 febbraio - Nik'oloz Basilashvili, tennista georgiano
- 23 febbraio - David Beljavskij, ginnasta russo
- 23 febbraio - Casemiro, calciatore brasiliano
- 23 febbraio - Şaziye Erdoğan, sollevatrice turca
- 23 febbraio - Moustapha Fall, cestista francese
- 23 febbraio - Jamison Gibson-Park, rugbista a 15 neozelandese
- 23 febbraio - Daniel Kajzer, calciatore polacco
- 23 febbraio - Samantha Mills, tuffatrice australiana
- 23 febbraio - Kyriakos Papadopoulos, calciatore greco
- 23 febbraio - Fabio Renz, ex sciatore alpino tedesco
- 23 febbraio - Edmond Robinson, giocatore di football americano statunitense
- 23 febbraio - Donald Scott, triplista statunitense
- 23 febbraio - Brian Span, ex calciatore statunitense
- 23 febbraio - Samara Weaving, attrice e modella australiana
- 23 febbraio - Nemanja Đurišić, cestista montenegrino
- 24 febbraio - Simone Anzani, pallavolista italiano
- 24 febbraio - Stefan Aškovski, calciatore macedone
- 24 febbraio - Nicolò Bianchi, calciatore italiano
- 24 febbraio - Nikko Boxall, calciatore neozelandese
- 24 febbraio - Yerson Candelo, calciatore colombiano
- 24 febbraio - Walter Chalá, calciatore ecuadoriano
- 24 febbraio - Eduardo Sasha, calciatore brasiliano
- 24 febbraio - Britt Dekker, attrice e personaggio televisivo olandese
- 24 febbraio - Iolanda Di Stasio, politica italiana
- 24 febbraio - Vasif Durarbəyli, scacchista azero
- 24 febbraio - Dominique Easley, ex giocatore di football americano statunitense
- 24 febbraio - Josh Forrest, giocatore di football americano statunitense
- 24 febbraio - Nikos Karelīs, calciatore greco
- 24 febbraio - Lee Jong-ho, ex calciatore sudcoreano
- 24 febbraio - Yunus Malli, calciatore tedesco
- 24 febbraio - Bettina Plank, karateka austriaca
- 24 febbraio - Antonio Richardson, giocatore di football americano statunitense
- 24 febbraio - Anželika Terljuha, karateka ucraina
- 24 febbraio - Richárd Vernes, calciatore ungherese
- 24 febbraio - Oleksij Ševčenko, calciatore ucraino
- 25 febbraio - Roslandy Acosta, pallavolista venezuelana
- 25 febbraio - Nicole Agnelli, ex sciatrice alpina italiana
- 25 febbraio - Miloš Bakrač, calciatore montenegrino
- 25 febbraio - Juliana Carrijo, pallavolista brasiliana
- 25 febbraio - Jorge Cuesta, calciatore ecuadoriano
- 25 febbraio - Thomas Diethart, ex saltatore con gli sci austriaco
- 25 febbraio - Amidou Diop, calciatore senegalese
- 25 febbraio - Anthony Drmic, cestista australiano
- 25 febbraio - Sunday Emmanuel, calciatore nigeriano
- 25 febbraio - Mouhamadou Fall, velocista francese
- 25 febbraio - Mara Ferretti, ex calciatrice italiana
- 25 febbraio - Pronay Halder, calciatore indiano
- 25 febbraio - Dejan Janjatović, ex calciatore serbo
- 25 febbraio - Ahmad Ibrahim Khalaf, calciatore iracheno
- 25 febbraio - Sanya Malhotra, attrice indiana
- 25 febbraio - Rose Matafeo, attrice, comica e sceneggiatrice neozelandese
- 25 febbraio - Hideki Matsuyama, golfista giapponese
- 25 febbraio - Nico Müller, pilota automobilistico svizzero
- 25 febbraio - Joakim Nordström, hockeista su ghiaccio svedese
- 25 febbraio - William Oliveira dos Santos, calciatore brasiliano
- 25 febbraio - Amy Ruffle, attrice australiana
- 25 febbraio - Lucas Serme, giocatore di squash francese
- 25 febbraio - Jorge Soler, giocatore di baseball cubano
- 25 febbraio - Lennart Thy, calciatore tedesco
- 26 febbraio - Gege Akutami, fumettista giapponese
- 26 febbraio - Phénix Brossard, attore francese
- 26 febbraio - Rajiv Dhall, cantante statunitense
- 26 febbraio - Megan Farrel, snowboarder canadese
- 26 febbraio - Leandro González Pirez, calciatore argentino
- 26 febbraio - Mikael Granlund, hockeista su ghiaccio finlandese
- 26 febbraio - Marcelo Herrera, calciatore argentino
- 26 febbraio - Wyn Jones, rugbista a 15 britannico
- 26 febbraio - Janick Kamber, calciatore svizzero
- 26 febbraio - Nikolaj Lazarev, pallanuotista russo
- 26 febbraio - Dmïtrïý Mïroşnïçenko, calciatore kazako
- 26 febbraio - Stefan Mugoša, calciatore montenegrino
- 26 febbraio - Ivy Nile, wrestler statunitense
- 26 febbraio - Nick Paulos, cestista statunitense
- 26 febbraio - Jaqıp Qojamberdı, calciatore kazako
- 26 febbraio - Toby Sebastian, attore e cantante britannico
- 26 febbraio - Matz Sels, calciatore belga
- 26 febbraio - Aina Torres, calciatrice spagnola
- 26 febbraio - Demet Özdemir, attrice e ballerina turca
- 26 febbraio - Lazar Ćirović, pallavolista serbo
- 27 febbraio - Jaka Brodnik, cestista sloveno
- 27 febbraio - Fernando Canesin, calciatore brasiliano
- 27 febbraio - Martina Dubovská, sciatrice alpina ceca
- 27 febbraio - Jairo González, calciatore messicano
- 27 febbraio - Andrea Grassi, hockeista su ghiaccio svizzero
- 27 febbraio - Quinton Griffith, calciatore antiguo-barbudano
- 27 febbraio - Patrick Heckmann, cestista tedesco
- 27 febbraio - Joel Indermitte, ex calciatore estone
- 27 febbraio - Ryan Jack, calciatore scozzese
- 27 febbraio - Kim Min-hyeok, calciatore sudcoreano
- 27 febbraio - Filip Krajinović, ex tennista serbo
- 27 febbraio - Léo Lacroix, calciatore svizzero
- 27 febbraio - Meyers Leonard, ex cestista statunitense
- 27 febbraio - Oscar López, calciatore nicaraguense
- 27 febbraio - Ángel Patrick, ex calciatore panamense
- 27 febbraio - Terry Poole, giocatore di football americano statunitense
- 27 febbraio - Giannīs Potouridīs, calciatore greco
- 27 febbraio - Vincent Pourchot, cestista francese
- 27 febbraio - Mattia Proietti, calciatore italiano
- 27 febbraio - Jake Ryan, giocatore di football americano statunitense
- 27 febbraio - Jonjo Shelvey, calciatore inglese
- 27 febbraio - Massimo Stano, marciatore italiano
- 27 febbraio - Jimmy Vicaut, velocista francese
- 27 febbraio - Callum Wilson, calciatore inglese
- 27 febbraio - Gil Bahia, calciatore brasiliano
- 28 febbraio - Vjačeslav Barkov, combinatista nordico russo
- 28 febbraio - Cristian Brolli, calciatore sammarinese
- 28 febbraio - Ted Bullo, ex hockeista su ghiaccio svizzero
- 28 febbraio - Yasmin Bunter, calciatrice inglese
- 28 febbraio - Abraham Coronado, ex calciatore messicano
- 28 febbraio - Johan Gustafsson, hockeista su ghiaccio svedese
- 28 febbraio - Vitālijs Jagodinskis, calciatore lettone
- 28 febbraio - Antonio Jakoliš, calciatore croato
- 28 febbraio - Mykola Kučmij, lottatore ucraino
- 28 febbraio - Rudy Mancuso, attore, youtuber e cantante statunitense
- 28 febbraio - Maxcel Amo Manu, atleta paralimpico italiano
- 28 febbraio - Mattia Montini, calciatore italiano
- 28 febbraio - Charles Morren, calciatore belga
- 28 febbraio - Anika Niederwieser, pallamanista italiana
- 28 febbraio - Pietro Perina, calciatore italiano
- 28 febbraio - Antwan Scott, cestista statunitense
- 28 febbraio - Daniele Sette, sciatore alpino svizzero
- 28 febbraio - Rasmus Sjöstedt, calciatore svedese
- 28 febbraio - Radosav Spasojević, cestista montenegrino
- 28 febbraio - Ivan Telegin, hockeista su ghiaccio russo
- 28 febbraio - Tyler Ott, giocatore di football americano statunitense
- 28 febbraio - Lucie Voňková, ex calciatrice ceca
- 29 febbraio - Jasem Al-Hail, calciatore qatariota
- 29 febbraio - Capital T, rapper kosovaro
- 29 febbraio - Jevhen Banada, calciatore ucraino
- 29 febbraio - Dennis Clifford, cestista statunitense
- 29 febbraio - Jawad El Yamiq, calciatore marocchino
- 29 febbraio - Guadalupe González, modella paraguaiana
- 29 febbraio - Guido Herrera, calciatore argentino
- 29 febbraio - Eric Kendricks, giocatore di football americano statunitense
- 29 febbraio - Perry Kitchen, ex calciatore statunitense
- 29 febbraio - Jessica Long, nuotatrice statunitense
- 29 febbraio - Michael Mealor, attore e modello statunitense
- 29 febbraio - Aleksandrina Najdenova, ex tennista bulgara
- 29 febbraio - Payam Sadeghian, ex calciatore iraniano
- 29 febbraio - Antonio Santurro, calciatore italiano
- 29 febbraio - Saphir Taïder, calciatore francese
- 29 febbraio - Jessie T. Usher, attore statunitense